# فایشتل موونتاین ناتوره پارک
فایشتل موونتاین ناتوره پارک (به آلمانی: Naturpark Fichtelgebirge) یک منطقهٔ مسکونی در آلمان است که در بایرن واقع شده‌است.